# Kalven (Adelövs socken, Småland)
Kalven är en sjö i Tranås kommun i Småland och ingår i Motala ströms huvudavrinningsområde. Sjön är 4 meter djup, har en yta på 0,517 kvadratkilometer och är belägen 186 meter över havet. Sjön avvattnas av vattendraget Noån.

## Delavrinningsområde
Kalven ingår i det delavrinningsområde (643134-143692) som SMHI kallar för Inloppet i Noen. Avrinningsområdets medelhöjd är 203 meter över havet och ytan är 11,11 kvadratkilometer. Räknas de 5 delavrinningsområdena uppströms in blir den ackumulerade arean 56,4 kvadratkilometer. Noån som avvattnar avrinningsområdet har biflödesordning 3, vilket innebär att vattnet flödar genom totalt 3 vattendrag innan det når havet efter 206 kilometer. Delavrinningsområdet består mestadels av skog (41 procent), öppen mark (12 procent) och jordbruk (40 procent). Avrinningsområdet har 0,52 kvadratkilometer vattenytor vilket ger det en sjöprocent på 4,7 procent.